# Jay Pickett
Jay Harris Pickett (Spokane, 10 de febrero de 1961-Idaho, 30 de julio de 2021) fue un actor estadounidense de cine y televisión.

## Biografía

### Primeros años y carrera
Pickett nació en Spokane, Washington, y se crio en Caldwell, Idaho. Inició su carrera en el cine y la televisión estadounidenses a finales de la década de 1980, y desde entonces registró apariciones en producciones como Days of Our Lives, General Hospital, Port Charles y Abandoned, entre otras.

### Fallecimiento
El actor falleció de forma inesperada durante el rodaje del filme Treasure Valley, el 30 de julio de 2021 a los sesenta años, en un set cerca de Oreana, Idaho. Pickett sufrió un infarto mientras grababa una escena a caballo.

## Filmografía

### Cine
- Rush Week (1989)
- Eve of Destruction (1991)
- Rumpelstiltskin (1995)
- Bundy: An American Icon (2008)
- Abandoned (2010)
- Soda Springs (2012)
- A Matter of Faith (2014)
- A Soldier's Revenge (2020)

### Televisión
- Days of Our Lives (1991-1992)
- A Perry Mason Mystery: The Case of the Jealous Jokester (1995)
- Port Charles (1997-2003)
- General Hospital (2006, 2007-2008)
- Landslide (2005)
- The Perfect Student (2011)